# Черношапочный скворцовый бабблер
Черношапочный скворцовый бабблер (лат. Lioptilus nigricapillus) — птица из семейства Славковые. Единственный вид в роде Скворцовые бабблеры (лат. Lioptilus Bonaparte, 1850).

## Ареал и местообитание
Эндемик Южной Африки и западного Эсватини. Заселяет локально распространённые лесистые участки местности. Зимой иногда мигрирует в прибрежные леса и долины.

## Питание
Считается, что основу кормовой базы оставляют плоды, растительность и насекомые.

## Размножение
В строительстве гнезда принимают участие и самец и самка. Оно, как правило, помещается в развилке веток на верхушке дерева или кустарника, часто вблизи водоёмов или источников воды. Яйца откладываются с ноября по январь. В кладке обычно 2 яйца, как правило, матово-белых с прожилками и коричневыми отметинами.